# Сергебаев, Ескен Аманжолович
Еске́н Аманжо́лович Сергеба́ев (род. 19 мая 1940, Алма-Ата, Казахская ССР) — советский и казахский скульптор, заведующий кафедрой скульптуры (и бывший декан факультета живописи и скульптуры) Казахской национальной академии искусств им. Темирбека Жургенова.

## Биография
Окончил факультет скульптуры Академии Художеств им. Репина (1969), художник-скульптор, педагог. Действительный член Академии художеств РК. Профессор Алма-Атинского театрально-художественного института (1978—1993). Автор методических пособий «Некоторые особенности преподавания монументальной и скульптурной специализации», «Академический рисунок в высшей художественной школе».
За время учёбы в Академии Художеств им. Репина, участвовал в реставрационных работах следующих памятников архитектуры и объектов культурного и исторического наследия:
- классические скульптуры Гомеру и т. д. в Государственной Библиотеке имени Салтыкова- Щедрина;
- подвесные рельефы на фасаде здания Адмиралтейства;
- коридор здания Санкт- Петербургского Государственного Университета (Здание 12- ти коллегий);
- Конногвардейский манеж;
- атланты здания Посольства Италии (особняк П. Н. Демидова);
- крест на Савкиной горке, Михайловское;
- надпись «Налево пойдешь — в Тригорское придешь, направо пойдешь — в Михайловское придешь, а чуть правее пойдешь — в Петровское попадешь» на камне в Михайловском

и т. д.
С 1960 — скульптор художественного фонда КазССР.
С 1969 — преподаватель Алма-Атинского художественного училища им. Н. В. Гоголя.
С 1974 — главный художник художественного комбината «Онер».
С 1978 — преподаватель, доцент театрально-художественного института.
С 2010 по настоящее время — профессор Казахской национальной академии искусств им. Т. Жургенова.
В 2009 году стал одним из основателей и председателем Союза художников Алматы, который стал альтернативой действующему Союзу художников Казахстана.

## Семья
Женат, супруга, Акилова Асия Юсупбаевна — кандидат педагогических наук, профессор Алматинского Технологического Университета, сын Сергебаев Арман Ескенович, дочери Сергебаева Аяна Ескеновна и Циммерман Лейла Ескеновна, Сергебаева Дарья Ескеновна.

## Монументальные работы

### Памятник Мухтару Омархановичу Ауэзову
Писателю и драматургу Мухтару Ауэзову (перед Казахским академическим театром драмы им. М. О. Ауэзова, Алма-Ата): 

Памятник М.О. Ауэзову перед Казахским Государственным Академическим Театром Драмы имени М. О. Ауэзова
Памятник М.О. Ауэзову перед Казахским Государственным Академическим Театром Драмы имени М. О. Ауэзова
Памятник М.О. Ауэзову перед Казахским Государственным Академическим Театром Драмы имени М. О. Ауэзова
Памятник М.О. Ауэзову перед Казахским Государственным Академическим Театром Драмы имени М. О. Ауэзова

### Памятник Абу Наср Аль- Фараби

Памятник Абу Наср Аль -Фараби перед главным административным корпусом Казахского Государственного Университета им. Аль- Фараби

### Памятник Абулхаир Хану
Памятник Хану Младшего жуза чингизиду Абулхаир-хану (Актобе):

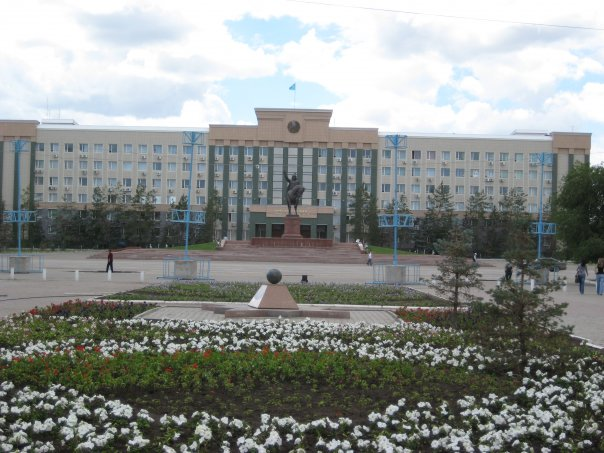

### Памятник Абаю Кунанбаеву
Казахскому поэту, философу, мыслителю и просветителю Абаю Кунанбаеву (Усть-Каменогорск):

### Памятник Султанмахмуту Торайгырову
Поэту Султанмахмуту Торайгырову (Павлодар):

### Памятник Нургисе Тлендиеву
Композитору Нургисе Тлендиеву (село Жамбыл):

### Бюст Темирбеку Жургенову
Бюст Темирбеку Жургенову перед зданием Казахской Национальной Академии Искусств им. Т. Жургенова:

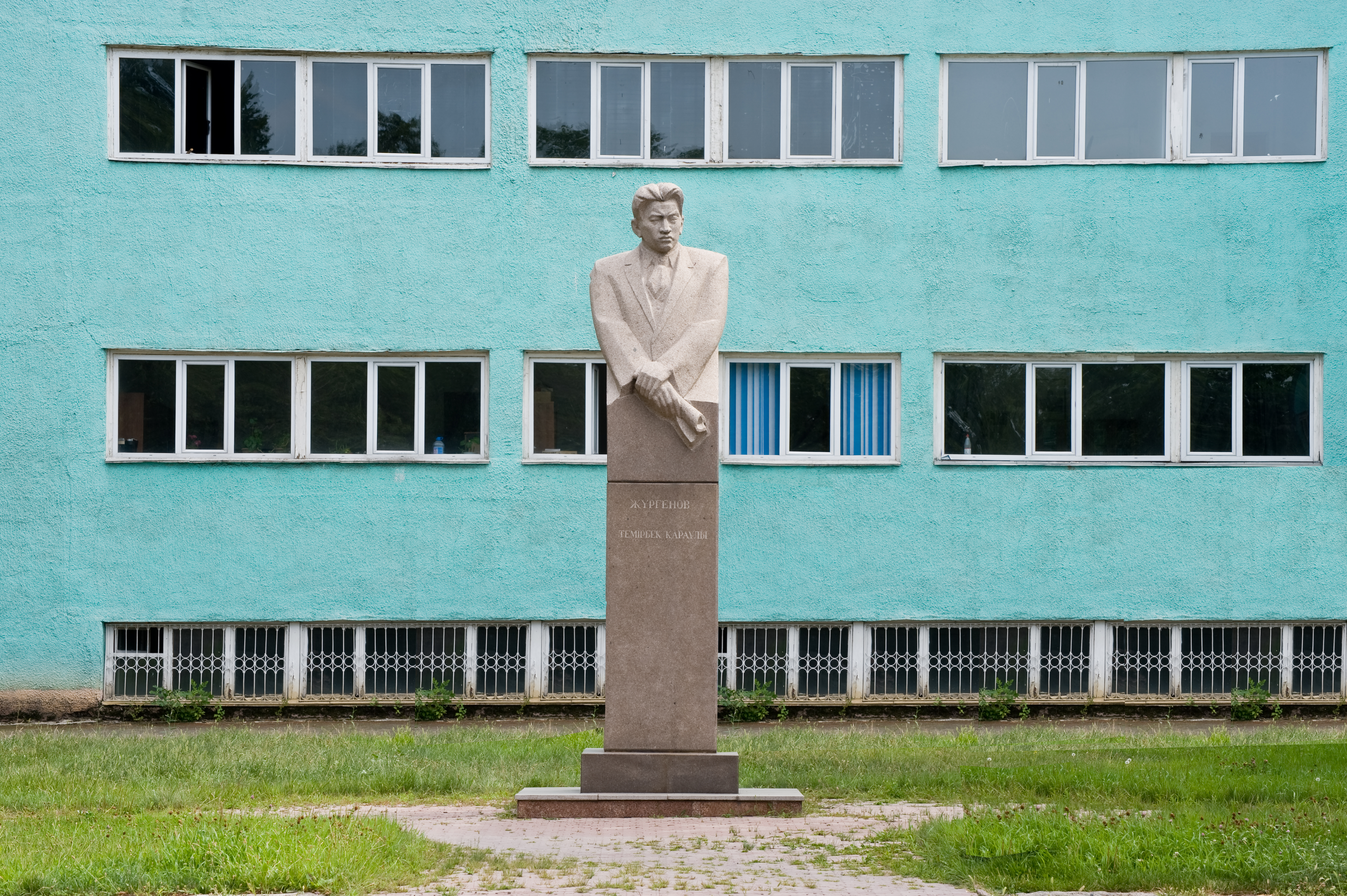

### Рельеф Федору Достоевскому
Рельеф Федору Достоевскому на фасаде здания литературно-мемориальнго музея Достоевского в г. Семипалатинске:

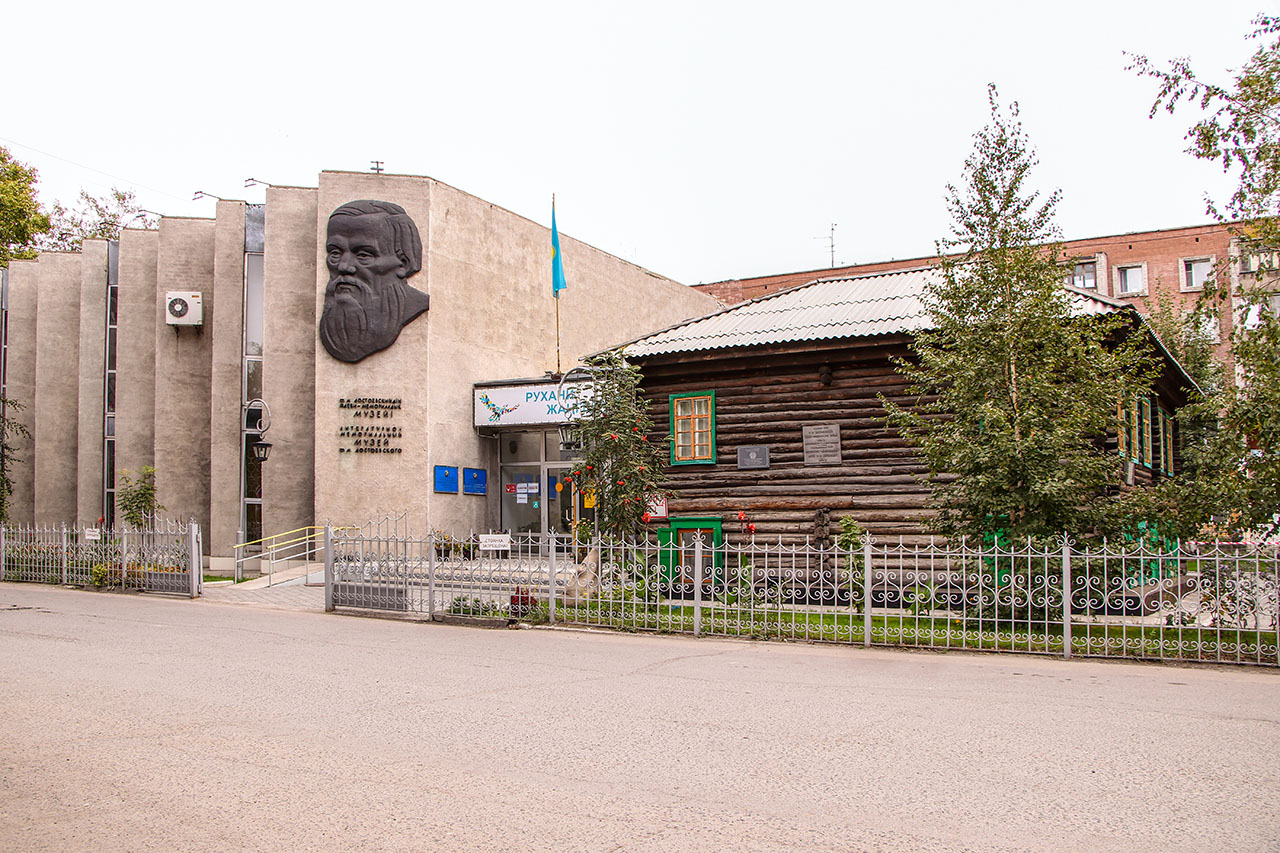

и ряд других.

## Станковая скульптура

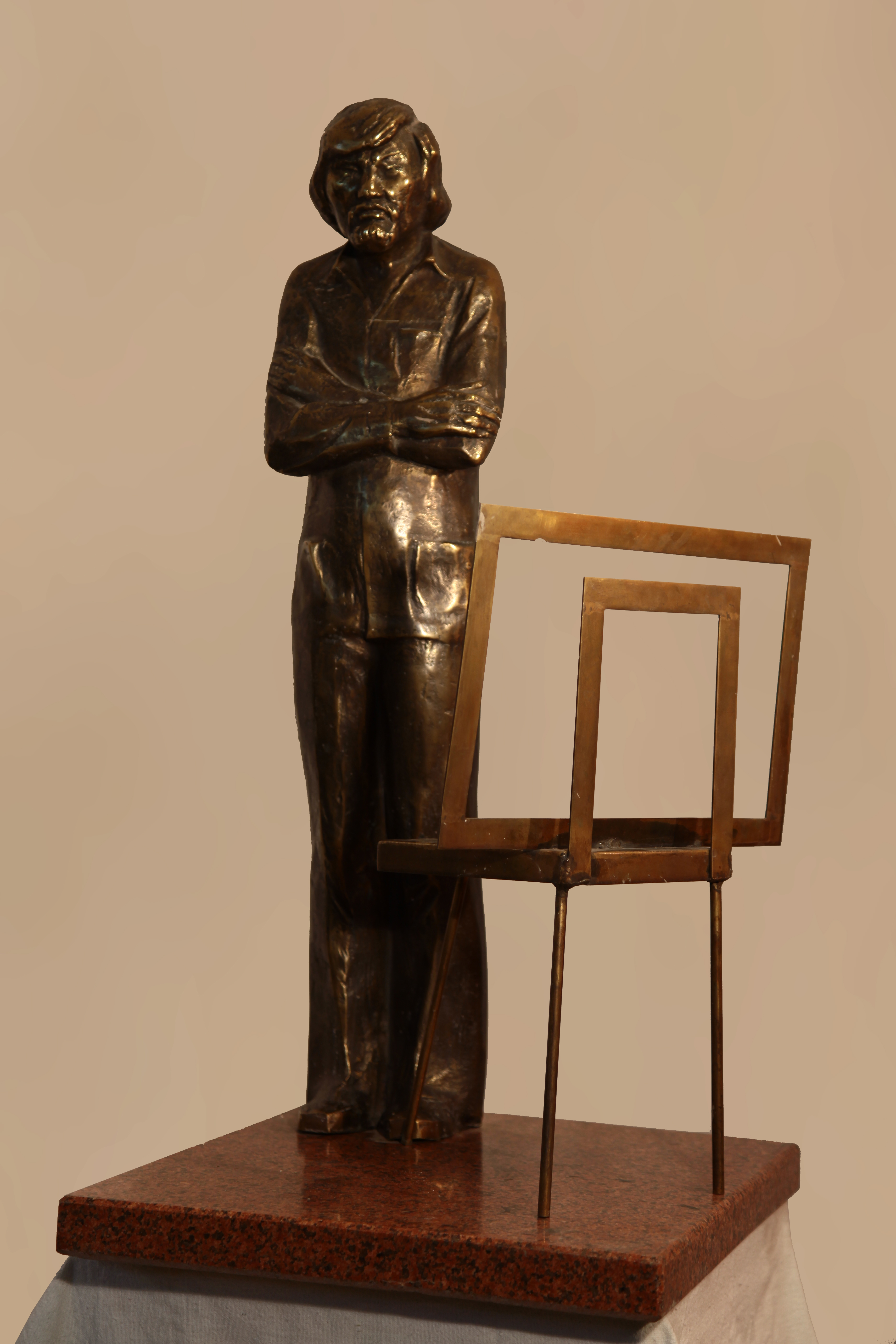
Салихитдин Айтбаев, бронза.
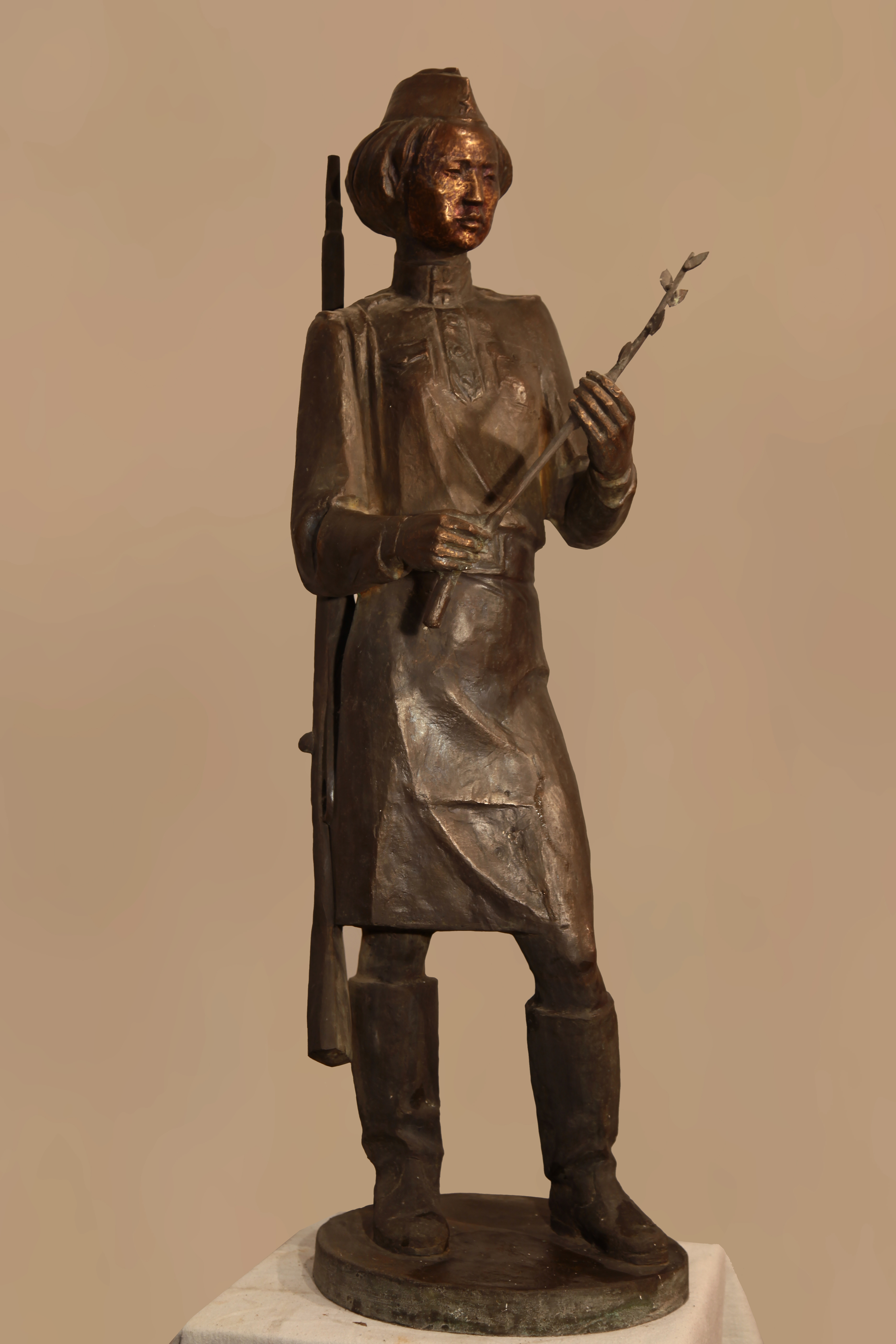
Алия Молдагулова, бронза.
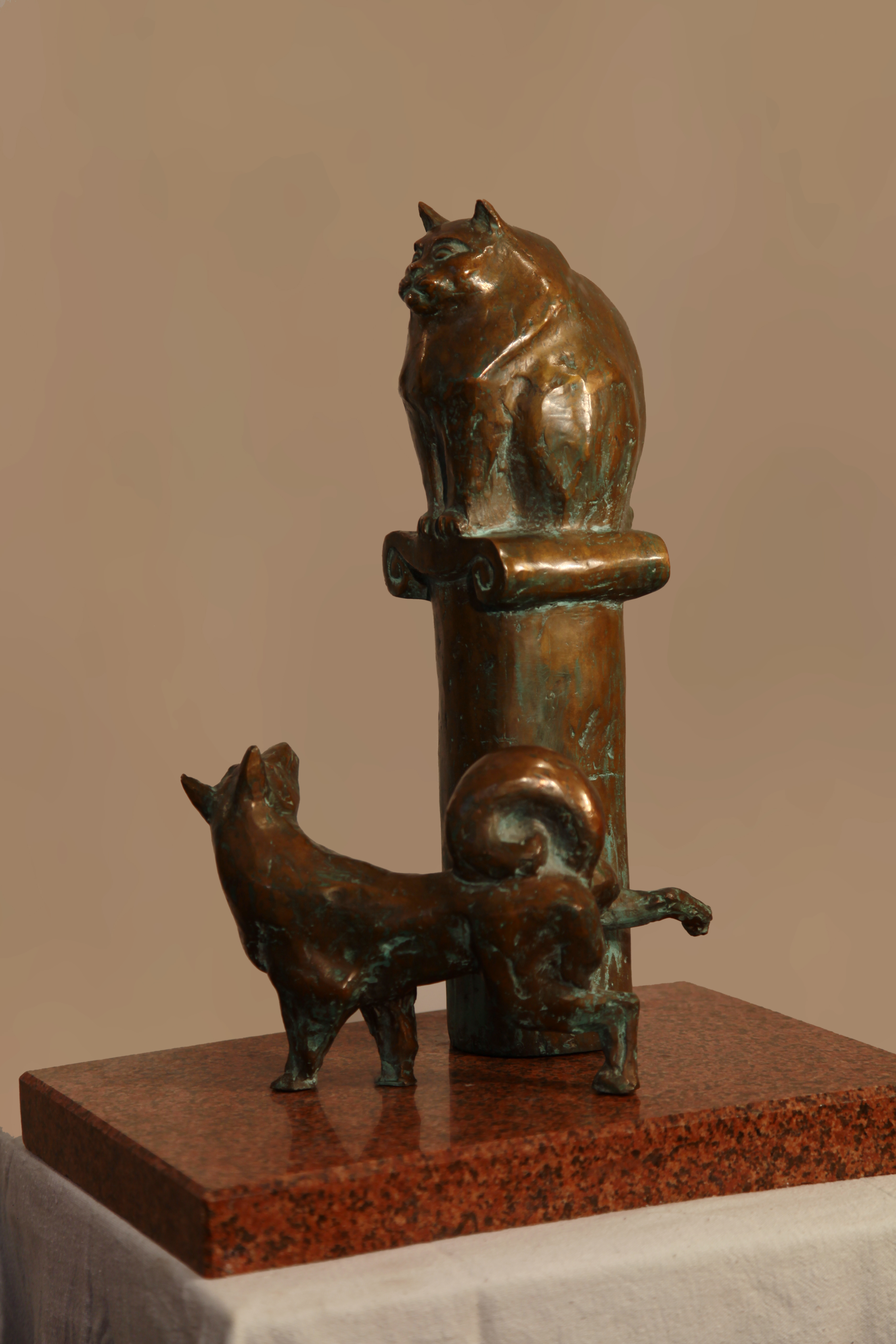
Противостояние. Материал: бронза.
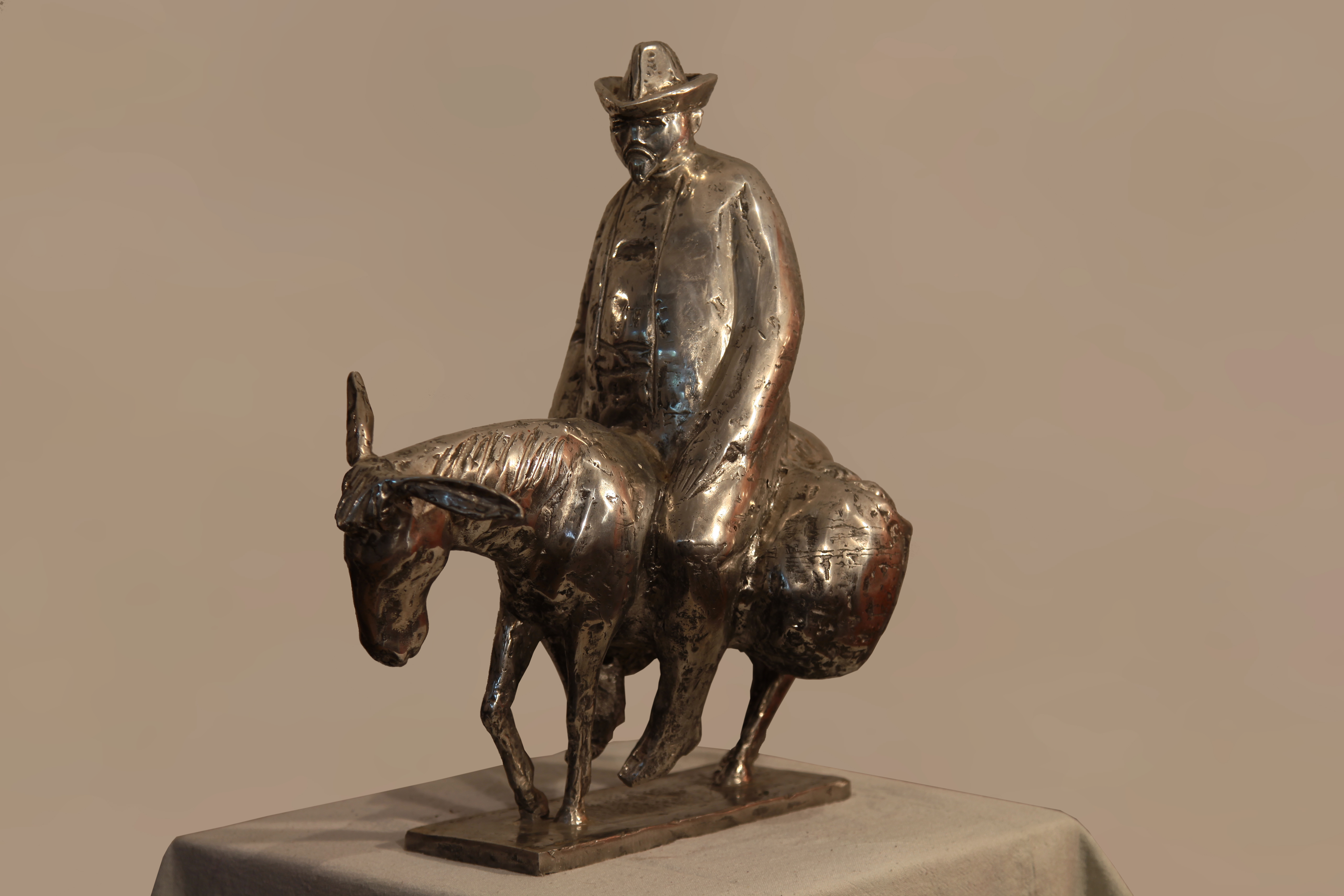
Отец. Материал: бронза.
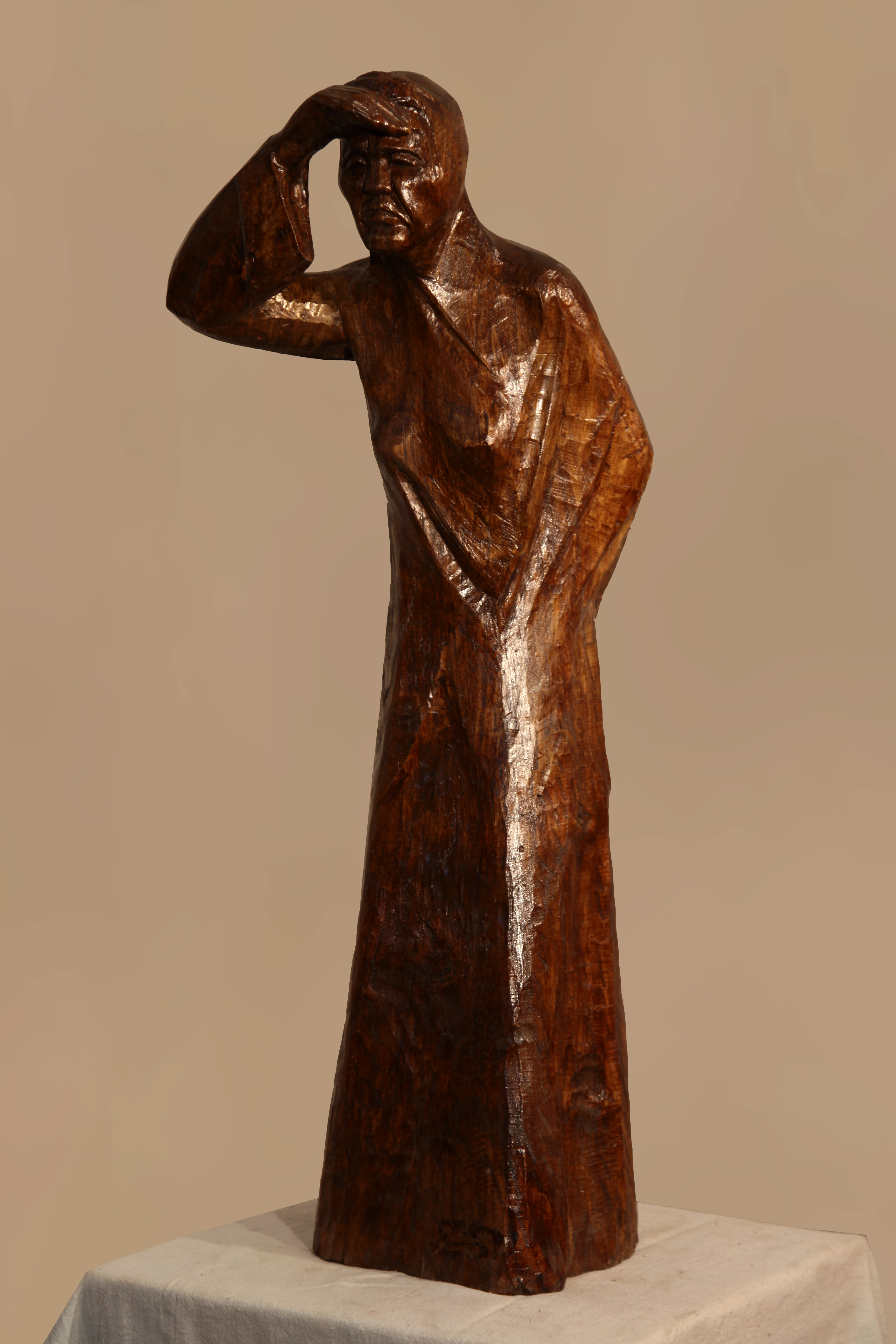
Мать. Материал: дерево.
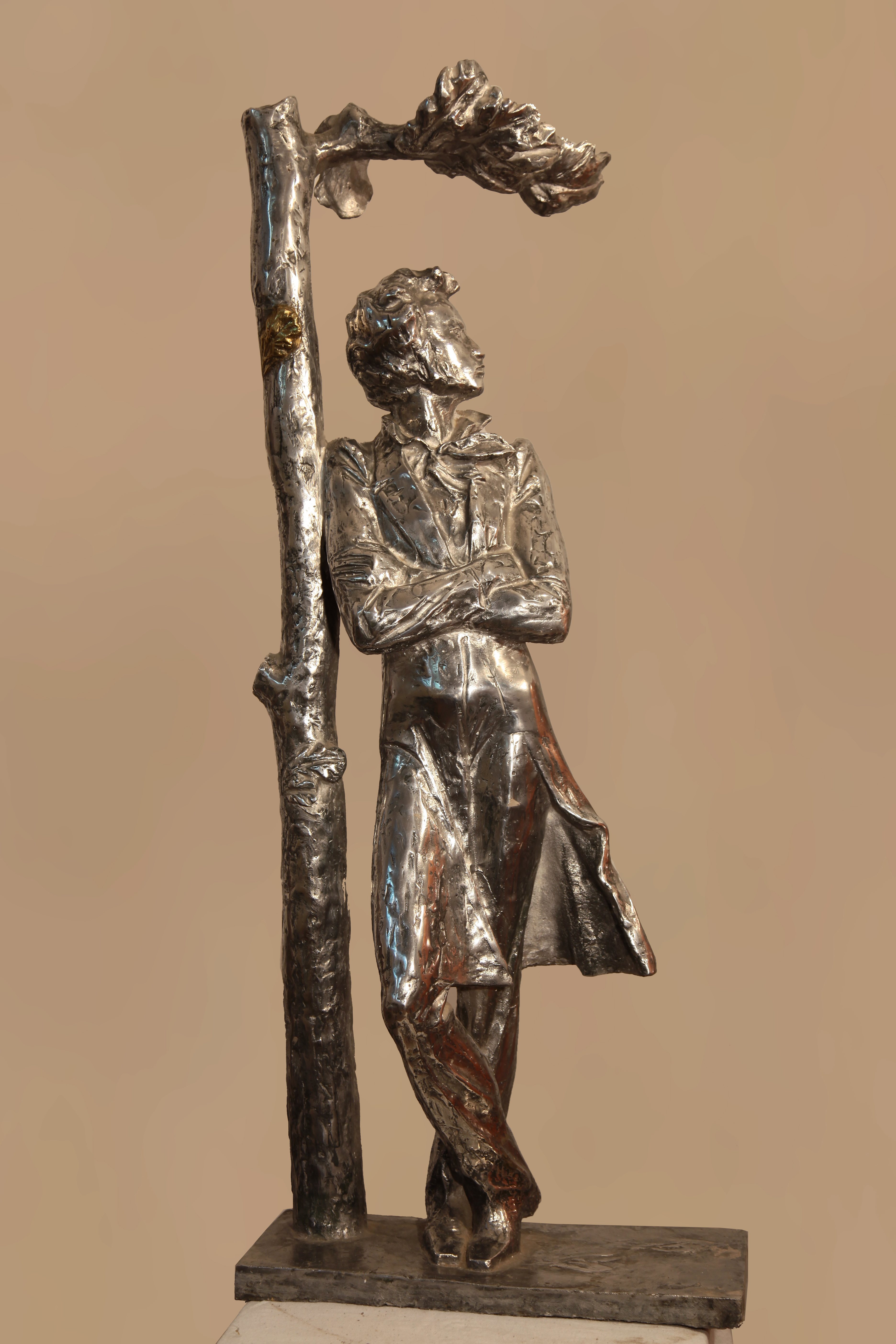
А.С. Пушкин. Материал: бронза.
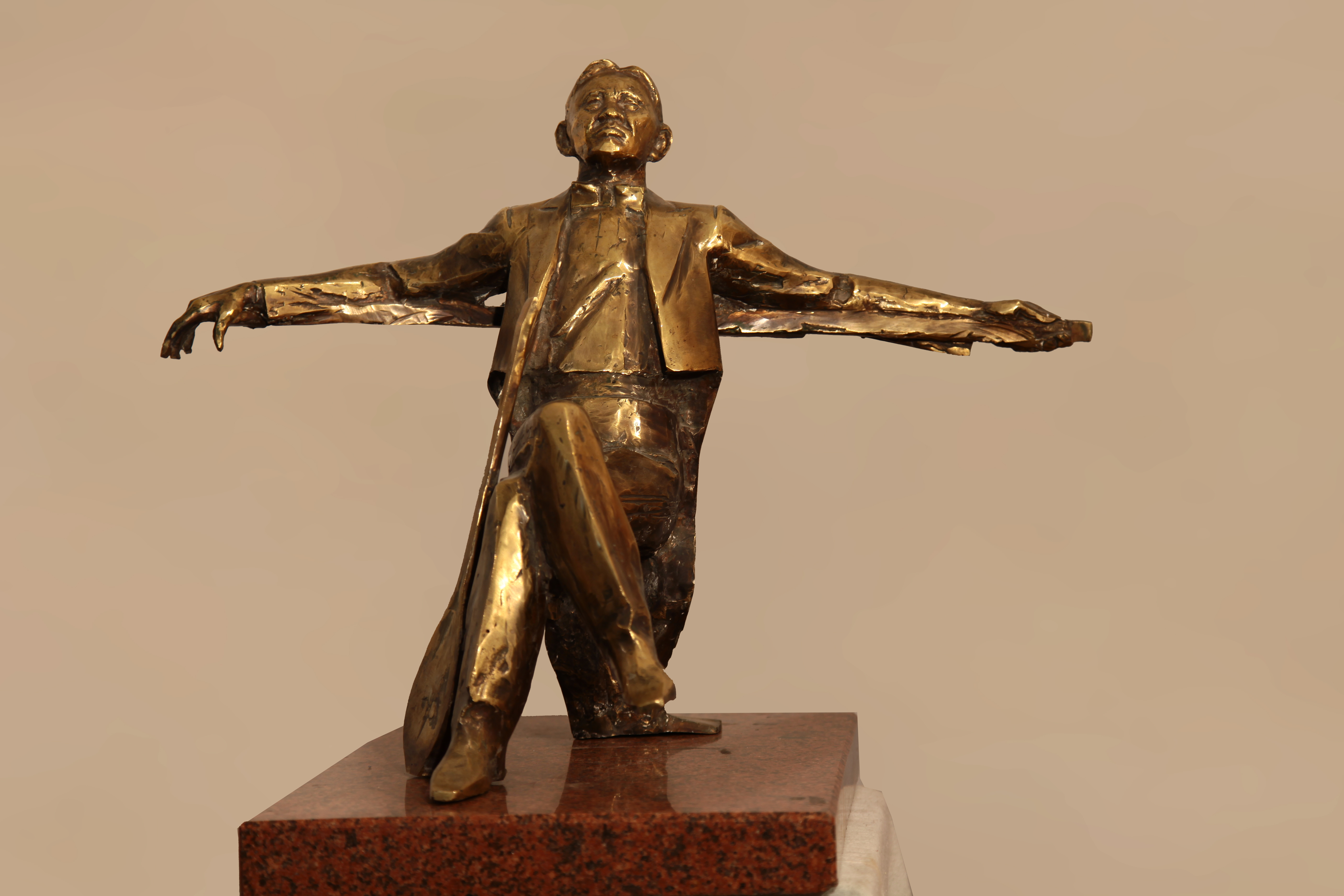
Нургиса Тлендиев. Материал: бронза.

и многие другие.

## Государственные награды и почётные звания
- Лауреат Государственной Премии КазССР (1982)
- Заслуженный деятель искусств Республики Казахстан (1993)
- Кавалер ордена «Парасат» (2008)
- 2021 (2 декабря) — Орден «Барыс» ІІІ степени;[1]